# سه مقبره کانگسو
سه مقبره کانگسو (کره‌ای: 강서세무덤) مقبره‌هایی هستند که در کانگسو-گویوک، کره شمالی واقع شده‌اند. آنها بخشی از مجموعه مقبره‌های گوگوریو، یک میراث جهانی یونسکو و گنجینه ملی شماره ۲۸ کره شمالی هستند. مقبره بزرگ ۵۰ متر است طول و ۸٫۷ متر ارتفاع مقبره میانی ۴۵ متر است طول و ۷٫۸ متر متر ارتفاع دارد و کوچک‌ترین آنها ۴۰ متر است متر طول و ۶٫۷۵ متر ارتفاع. نقاشی‌های دیواری درون مقبره‌ها، چهار خدای حامی را به تصویر می‌کشند. مقبره بزرگ دارای تصاویری از یک اژدهای آبی و یک لاک‌پشت مار سیاه است، در حالی که یک ببر سفید و یک ققنوس قرمز در مقبره وسطی به تصویر کشیده شده‌اند. این نقاشی‌های دیواری به‌طور ویژه رنگارنگ هستند و زندگی اشرافی گوگوریو، از جمله رقص، کشتی و شکار را با جزئیات نشان می‌دهند. سه مقبره کانگسو در سال ۱۹۱۱ توسط ایمانیشی ریو، باستان‌شناس ژاپنی، کشف و به‌طور گسترده مورد مطالعه قرار گرفت. گمان می‌رود این مقبره‌ها متعلق به پادشاه پیونگ‌وون و پادشاه یونگ یانگ باشند.